# 春徳斎利英
春徳斎 利英（しゅんとくさい りえい、生没年不詳）とは江戸時代の浮世絵師。

## 来歴
春徳斎、琴竹堂、利英、李英と号す。明和9年（1772年）の年記のある肉筆模写本『絵本舞台扇』を門人の春月堂利長とともに描いている。門人には利長のほかに伝吉（四竹）がいる。

## 作品
- 吉田暎二 「絵本舞台扇の研究」 『吉田暎二著作集 浮世絵師と作品Ⅱ』 緑園書房、1963年
- 日本浮世絵協会編 『原色浮世絵大百科事典』第2巻 大修館書店、1982年 ※133頁